# Frankfurt-Höchst
Frankfurt-Höchst este un cartier cu 13.500 loc, (2006) din orașul Frankfurt am Main, landul Hessa, Germania. Sectorul se află la vărsarea lui  Nidda în Main.și la 10 km de centrul orașului.